# Heliašska priepasť
Studnia w Eliaszu (słow. Heliašska priepasť, też: priepasť v Eliáši) – jaskinia w Górach Choczańskich w północnej Słowacji.

## Położenie
Wylot jaskini znajduje się na wysokości 1180 m n.p.m., tuż pod szczytem Heliasza, szczytu w Grupie Prosiecznego.

## Charakterystyka
Jaskinia o rozwinięciu głównie pionowym powstała w ciemnoszarych, warstwowanych dolomitach tzw. ramsauskich, pochodzących ze środkowego triasu. Ma charakter rozpadlinowo-zawaliskowy. Nie posiada szaty naciekowej.

## Historia poznania
Jaskinia znana była od dawna, jednak nie przyciągała zainteresowania speleologów. Badania prowadził w niej m.in. odkrywca Demianowskiej Jaskini Wolności, Alois Král. Informacje o wynikach jej badań wraz ze schematycznym przekrojem opublikował w 1961 r. J. Brodňanský. Określił on wówczas jej głębokość na 40 m. W późniejszych latach jaskinia zbadana została przez speleologów z Dolnego Kubina, którzy uzyskali w niej głębokość 55 m.